# Ubaque (ort)
Ubaque är en ort i Colombia.   Den ligger i departementet Cundinamarca, i den centrala delen av landet, 21 km sydost om huvudstaden Bogotá. Ubaque ligger 1 906 meter över havet och antalet invånare är 1 009.
Terrängen runt Ubaque är bergig åt nordväst, men åt sydost är den kuperad. Runt Ubaque är det ganska glesbefolkat, med 43 invånare per kvadratkilometer. Närmaste större samhälle är La Candelaria, 18,9 km nordväst om Ubaque. Omgivningarna runt Ubaque är en mosaik av jordbruksmark och naturlig växtlighet.